# Három-kúti Remete-barlang
A Három-kúti Remete-barlang Magyarország megkülönböztetetten védett barlangjai között volt. A Bükki Nemzeti Park területén található. Barlangszállássá van kialakítva.

## Leírás
Hazánk három jelenleg is működő lakóbarlangja közül az egyik. A negyedik a Sólyom-kúti-sziklaüreg volt, de barlangszállás funkciója meg lett szüntetve. A másik kettő, jelenleg is szállást nyújtó lakóbarlang a Cserepes-kői-sziklaodú és az Odvas-kői-sziklaüreg szintén a Bükk-vidék területén található. A Kis-fennsíkon, a Három-kúti-völgy északi oldalában, a Sólyom-sziklától keletre, körülbelül 250 méterre található. Hegyoldalban nyílik, egy körülbelül 15–20 méter magas sziklafal tövében. A bejárata előtt egy vízszintes teraszt alakítottak ki, amely egy fából készült korláttal van körülkerítve.
A természetes, de átalakított bejárata 3,2 méter széles és 1,5 méter magas. Triász mészkőben alakult ki. Elágazó barlang. A barlangban gömbüst, boxwork-szerkezet, borsókő, cseppkőlefolyás és farkasfogas cseppkőzászló is megfigyelhető. Lakóbarlanggá kialakításakor egy kis vaskályhát, egy vaságyat és egy asztalt helyeztek el üregében, a járófelületet pedig methlahi lapokkal kövezték ki. Bejárati oldalához kőfalat építettek ajtóval. A kőfalon egy ablak is található és itt van a szabadba vezető kályhacső kivezetése. Az első, galériázott, 4–5 méter magas helyiség mögött van még egy rész, ahol a csomagokat, tűzifát lehet elhelyezni. Két turista részére egész évben, még télen is megfelelő szálláshelyet biztosít. Bárki számára használható, bejárata nincs bezárva.
Előfordul a barlang Három-kúti barlangszállás (Borzsák, Egri 2007) és Sólyom-kői odú (Franczia 1999) neveken is az irodalmában. 2006-ban volt először Három-kúti Remete-barlangnak nevezve a barlang az irodalmában.

## Kutatástörténet
Kárpát József készítette el 1982. június 21-én a barlang alaprajz térképét és hosszmetszetét ábrázoló térképét. A barlang 1982-ben kitöltött barlangkataszteri törzslapja szerint a barlang hossza 11,8 m, vízszintes kiterjedése 9 m, magassága pedig 7 m. A hozzá vezető út terméskő fallal ki van építve és a barlang első terme, azaz a szoba ki van meszelve. A Bükki Nemzeti Park Igazgatóság működési területén, a Bükk hegységben elhelyezkedő, 5362/32 kataszteri számú Három-kúti Remete-barlang, 2006. február 28-tól, a környezetvédelmi és vízügyi miniszter 8/2006. KvVM utasítása szerint, megkülönböztetett védelmet igénylő barlang. A barlang 2007-ben készült állapotfelvételi kéziratában részletesen le van írva a Három-kúti Remete-barlang.